# Martin Šulík
Martin Šulík (nacido el 20 de octubre de 1962 en Žilina) es un director de cine eslovaco. Estudió dirección cinematográfica en la Academia de las Artes Escénicas en Bratislava donde se graduó en 1986. Su película de 2011 Gypsy fue seleccionada como la entrada eslovaca a la Mejor película internacional en la 84.ª edición de los Premios Óscar, pero no llegó a la lista final. Martin Sulik también es un ávido pintor y sus obras de arte se han expuesto en las galerías de Bratislava.

## Filmografía
- The Position (1989)
- Tenderness (1992)
- Everything I Like (1993)
- Záhrada (1995)
- Orbis Pictus (1997)
- Landscape (2000)
- The Key to Determining Dwarfs (2002)
- The City of the Sun (2005)
- Gypsy (2011)
- The Interpreter (2018)